# Martinique Challenger 1990
Il Martinique Challenger 1990 è stato un torneo di tennis facente parte della categoria ATP Challenger Series nell'ambito dell'ATP Challenger Series 1990. Il montepremi del torneo era di $50 000 ed esso si è svolto nella settimana tra il 5 marzo e l'11 marzo 1990 su campi in cemento. Il torneo si è giocato in Martinica.

## Vincitori

### Singolare
Guillaume Raoux ha sconfitto in finale  Robbie Weiss con il punteggio di 3–6, 6–3, 6–3.

### Doppio
Olivier Delaître /  Guillaume Raoux hanno sconfitto in finale  Todd Nelson /  Roger Smith con il punteggio di 6–3, 7–5.